# Rue de la Guadeloupe
Rue de la Guadeloupe är en gata i Quartier de la Chapelle i Paris artonde arrondissement. Gatan är uppkallad efter det franska departementet Guadeloupe. Rue de la Guadeloupe börjar vid Rue Pajol 67 och slutar vid Rue de l'Olive 8.

## Omgivningar
- Saint-Denys de la Chapelle
- Sainte-Jeanne-d'Arc
- Impasse de la Chapelle
- Cité de la Chapelle
- Boulevard de la Chapelle
- Place de la Chapelle
- Bois Dormoy
- Jardin Nusch-Éluard
- Marché de La Chapelle

## Bilder
| - Port vid Rue de la Guadeloupe 5. - Gatuskylt. - Saint-Denys de la Chapelle. - Sainte-Jeanne-d'Arc. - Jardin Nusch-Éluard. |

## Kommunikationer
- Tunnelbana – linje  – Marx Dormoy
- Busshållplats Place de Torcy – Paris bussnät

### Webbkällor
- ”Rue de la Guadeloupe”. Mairie de Paris. https://web.archive.org/web/20160303220551/http://www.v2asp.paris.fr/commun/v2asp/v2/nomenclature_voies/Voieactu/4321.nom.htm. Läst 16 september 2023.
- ”Rue de la Guadeloupe (18ème arrondissement)”. Les rues de Paris. https://web.archive.org/web/20190929085227/http://www.parisrues.com/rues18/paris-18-rue-de-la-guadeloupe.html. Läst 16 september 2023.